# William Playfair

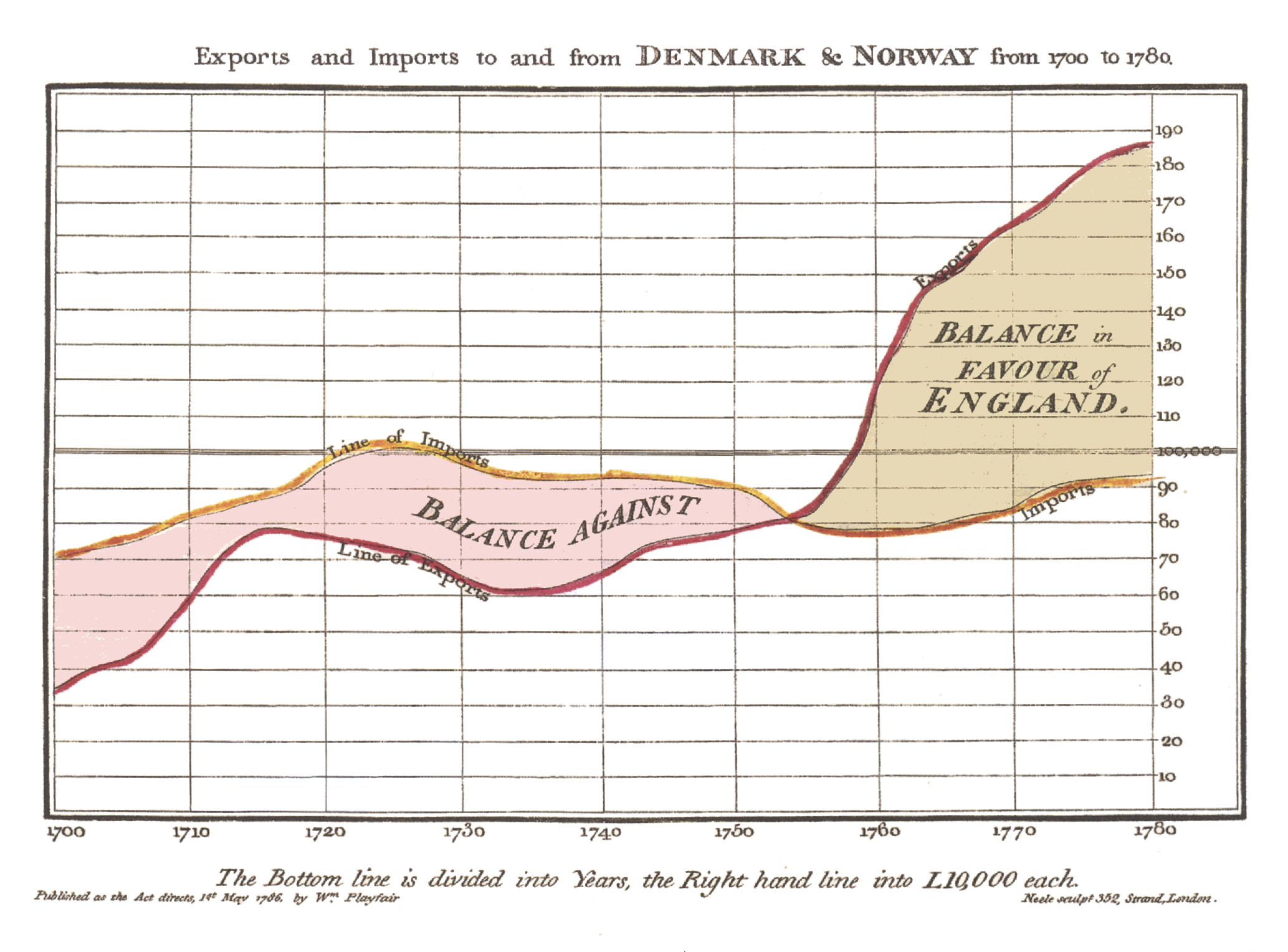
Playfair kereskedelmi mérleget ábrázoló idősoros vonaldiagramja, a Commercial and Political Atlas-ban jelent meg 1786-ban

William Playfair (Liff, Skócia, 1759. szeptember 22. – 1823. február 11.) skót matematikus, a kördiagram, az idősoros vonaldiagram és a sávdiagram feltalálója.

## Családja
1759. szeptember 22-én, Liffben, Dundee közelében született, James Playfair (1712–1772) és Margaret Young (1719/20–1805), nyolc gyermekéből ötödikként. Egyik testvére, John Playfair (1748–1819), az Edinburgh-i Egyetem matematika és a természettudományok professzorává vált. Apjuk halála után William mérnöki tanulmányait is segítette. Feltehetően 1779-ben nősült meg, felesége Mária Morris, akitől két fia és három lánya született, 1780 és 1792 között.

## Karrierje
Tanulmányi végeztével Birminghambe költözött, és a Boulton & Watt mérnöki társaságnál kezdett dolgozni, a gőzgép feltalálójának, James Wattnak a személyi asszisztense lett. A fiatalember itt ismerkedett meg a Lunar Society néhány tagjával: James Keirrel, Joseph Priestley-vel és másokkal, akik a tudományos gondolkodás előremozdításán munkálkodtak. Playfair később James Keirrel dolgozott Watt másológépének tökéletesítésén, de kapcsolatuk megromlott, amikor a mérnök azzal gyanúsította meg Playfairt, hogy néhány fémmegmunkálással kapcsolatos szabadalmát „kölcsönvette”, így a páros útjai hamarosan szétváltak. 1775-től dolgozott mint író és brosúraíró és volt néhány mérnöki munkája is.
1787-ben Párizsba költözött, részt vett a Bastille két évvel későbbi ostromán, csalási ügybe is keveredett, menekülnie kellett, ezért visszatért 1793-ban Londonba, ahol egy ezüstművesnél dolgozott – ezüstneműt készített –, de a vállalkozás csődbe ment. Élete során sok minden volt, például malomépítő, mérnök, műszaki rajzoló, könyvelő, feltaláló, ötvös, kereskedő, befektetési bróker, közgazdász, statisztikus, röpiratíró, fordító, publicista, föld spekuláns, bankár, buzgó királypárti, szerkesztő, újságíró, fegyenc, csaló, zsaroló.
1823. február 11-én, szűkölködve, nyomorban halt meg.

## Találmányai
Playfair találta fel a kördiagramot, az idősoros vonaldiagramot és a sávdiagramot, három olyan módszert, amelyek még mindig napi használatban vannak. Kereskedelmi és politikai atlaszában (1786) használta első ízben a diagramokat. A kontinensen a könyv olyan jelentős személyiségek elismerését vívta ki, mint például Humboldt vagy XVI. Lajos.
Playfair statisztikai újításai azonban nem sok pénzt vagy elismerést hoztak neki Angliában, jelentőségét csak jóval később ismerték fel.